# Nick Viergever
Nick Viergever (* 3. August 1989 in Capelle aan den IJssel) ist ein niederländischer Fußballspieler, der seit Juli 2022 beim FC Utrecht in der Eredivisie unter Vertrag steht.

## Vereinskarriere

### Sparta Rotterdam
Viergever machte sein Eredivisie-Debüt für Sparta Rotterdam am 10. Mai 2009 gegen die NEC Nijmegen. In seiner zweiten Saison wurde er einer der wichtigsten Spieler des Teams.

### AZ Alkmaar
Am 16. Juni 2010 unterzeichnete Viergever einen Vertrag mit AZ Alkmaar. Hier wurde er über die Jahre ein Schlüsselspieler und Kapitän. In der Saison 2013/14 wurde er durch die UEFA als bester Linksverteidiger in der Gruppenphase der Europa League gewählt.

### Ajax Amsterdam

#### 2014/15
Am 24. Mai 2014 wurde der Transfer der Viergever von AZ zu Ajax Amsterdam angekündigt. Sein Debüt für den Verein absolvierte er am 3. August 2014 in dem Johan-Cruijff-Schaal-Spiel gegen PEC Zwolle. Viergever verließ das Spiel wegen einer Verletzung in der 39. Minute und Ajax verlor 1:0. Eine Woche später, in seinem Liga-Debüt für Ajax, erzielte er sein erstes Tor. Viergever war in seiner ersten Saison hauptsächlich Ersatzspieler.

#### 2015/16
Auch beim Start der neuen Saison saß Viergever oft auf der Bank, aber durch die Verletzungen von Stammspielern bildete er nach der Winterpause Anfang 2016 mit Mike van der Hoorn das neue zentrale Duo in der Abwehr von Ajax.

#### 2016/17
Am 20. April 2017 erzielte Viergever in der Verlängerung des Viertelfinales der Europa League das entscheidende 3:1 gegen den FC Schalke 04 und erreichte damit gemeinsam mit seinem Team das Halbfinale des Wettbewerbs.

### PSV Eindhoven
Im Mai 2018 gab er seinen ablösefreien Wechsel zu Ligakonkurrent PSV Eindhoven bekannt. Er erhielt einen Vertrag bis Sommer 2022.

### SpVgg Greuther Fürth
Am letzten Tag der Sommertransferperiode zur Saison 2021/22 wechselte Viergever zum Zweitligisten SpVgg Greuther Fürth und unterschrieb einen Zweijahresvertrag. Nach dem Abstieg aus der Bundesliga verließ er den Verein wieder.

### FC Utrecht
Im Sommer 2022 wechselte er zurück in seine Heimat und schloss sich dem FC Utrecht an.

## Nationalmannschaft
Am 15. August 2012 debütierte Viergever in der niederländischen Nationalmannschaft gegen Belgien. Zu zwei weiteren Kurzeinsätzen kam er im Frühjahr 2017.